# Club Amigos de la Historieta
El Club Amigos de la Historieta (CAH) fou un grup de divulgació i investigació del còmic fundat el 1974 per Josep Mari Ávarez, Antoni Arigita, Francisco Baena, Xavier Balmaña, Josep Maria Delhom, César Díez, Jesús Díaz, Xavier Fontecha, Joan Navarro, Antoni Muzás, Vicente Sánchez, Joaquín Sendra i María Victoria Vives Arumi.

## Trajectòria
Entre gener de 1975 i desembre de 1982 va editar 36 número d'una publicació periòdica informativa, el Boletín del Club Amigos de la Historieta, que coordinava Josep Maria Delhom i Joan Navarro. També va impulsar el primer catàleg del còmic espanyol.
El 1977 van rebre el premi del Diario de Avisos a la "millor llavor per la historieta".